# Еккарт Афельдт
Еккарт Афельдт (нім. Eckart Afheldt; 15 серпня 1921, Нойштеттін — 3 грудня 1999, Валльдюрн) — німецький офіцер, гауптман вермахту, бригадний генерал бундесверу. Кавалер Лицарського хреста Залізного хреста.

## Біографія
Після закінчення середньої школи 1 вересня 1939 року вступив у 21-й піхотний полк. Служив командиром групи, взводу і роти, а в кінці війни був командиром 2-го батальйону 2-го єгерського полку «Бранденбург». В травні 1945 року потрапив у радянський полон. В липні 1945 року був звільнений. Навчався на муляра, наступного року отримав диплом архітектора. З 1950 року працював архітектором і офіс-менеджером в будівельній фірмі.
2 січня 1956 року вступив в бундесвер. Спочатку працював у приймальній організації, потім був командиром роти танково-гренадерського навчального батальйону. В 1958 році був призначений викладачем тактики 3-го офіцерського училища в Мюнхені. Потім бува заступником командира піхотного бронетанкового навчального батальйону. З 1 жовтня 1962 році — командир 242-го танково-гренадерського батальйону у Фюссені. Потім знову був призначений викладачем тактики 3-го офіцерського училища в Мюнхені. З квітня 1969 року — командир навчальної групи 1-го піхотного училища в Гаммельбурзі, з 1971 року — 15-ї танкової бригади в Кобленці, з 1974 року — командир 1-го піхотного училища в Гаммельбурзі. З 1 жовтня 1977 року — заступник командира 4-ї танково-гренадерської дивізії і командир 4-ї егерської дивізії. 31 жовтня 1981 року вийшов на пенсію.

## Особисте життя
Був одружений, мав 8 дітей. У вільний час пристрасно займався малюванням.

## Звання
- Фанен-юнкер (1 вересня 1939)
- Лейтенант (1 грудня 1941)
- Оберлейтенант (1 лютого 1943)
- Гауптман (1 березня 1945)
- Майор (1 жовтня 1960)
- Оберстлейтенант (1 жовтня 1962)
- Оберст (1 квітня 1969)
- Бригадний генерал (1 жовтня 1977)

## Нагороди
- Залізний хрест
  - 2-го класу (19 травня 1941)
  - 1-го класу (16 жовтня 1942)
- Штурмовий піхотний знак в сріблі
- Медаль «За зимову кампанію на Сході 1941/42»
- Нагрудний знак «За поранення» в золоті
- Лицарський хрест Залізного хреста (17 березня 1945)
- Орден «За заслуги перед Федеративною Республікою Німеччина», лицарський хрест
- Легіон Заслуг (США), легіонер